# اچام‌ماناهالی
اچام‌ماناهالی (به انگلیسی: Achammanahalli) در هند است که در کارناتاکا واقع شده‌است.